# Spoorlijn Holdorf - Damme
De spoorlijn Holdorf - Damme was een spoorlijn in de Duitse deelstaat Nedersaksen tussen de plaatsen Holdorf en Damme. Het was als spoorlijn 1562 onder beheer van DB Netze.

## Geschiedenis

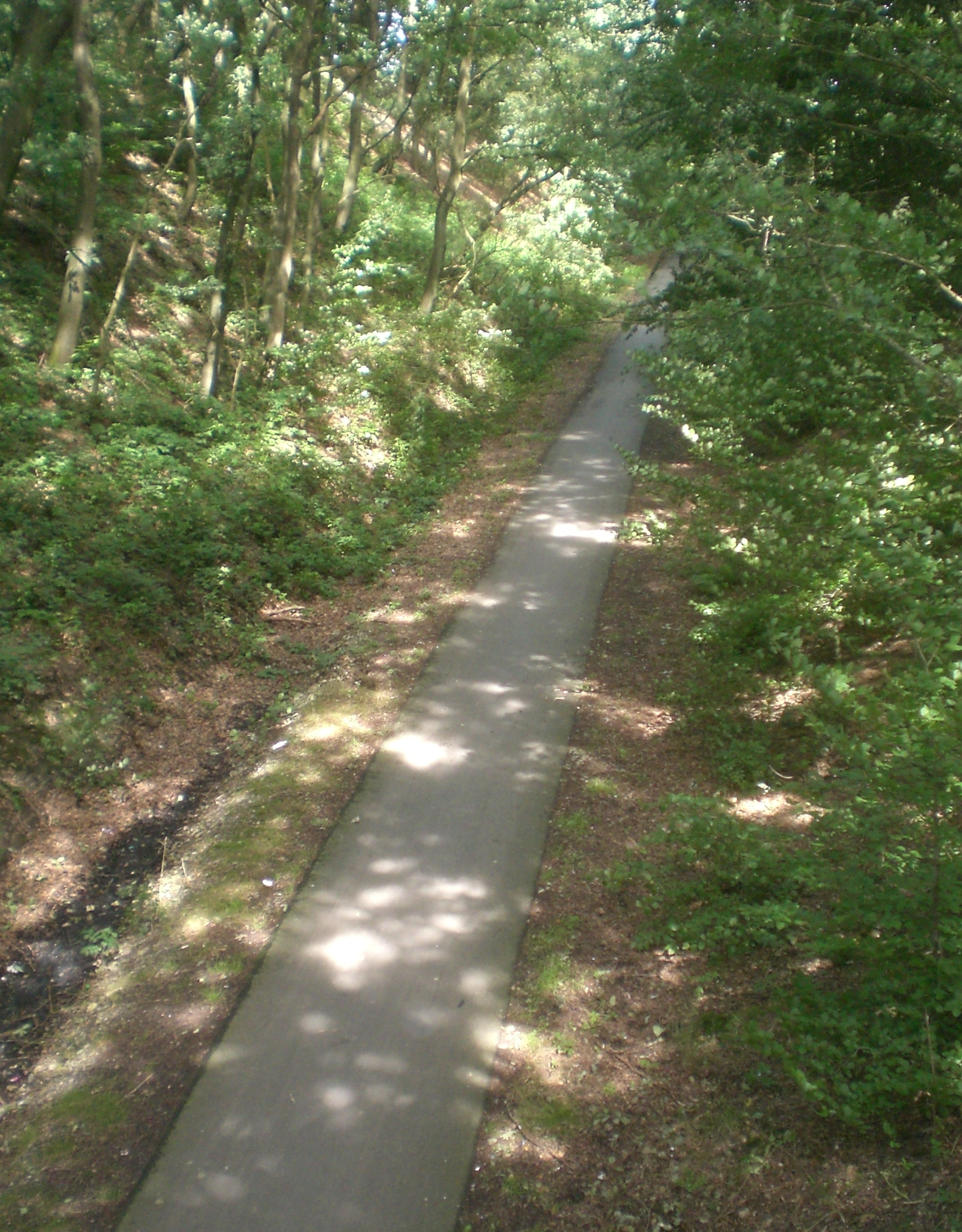
Fietspad op de oude spoorlijn

Het traject werd door de Großherzoglich Oldenburgische Eisenbahn geopend op 1 mei 1900. Op 15 februari 1952 is het personenvervoer op de lijn opgeheven. Na het stoppen van het goederenvervoer is de lijn op 1 januari 1996 gesloten en in 2000 opgebroken.

## Aansluitingen
In de volgende plaatsen is of was er een aansluiting op de volgende spoorlijnen:
HoldorfDB 1560, spoorlijn tussen Delmenhorst en Hesepe
DammeDB 9169, spoorlijn tussen Bohmte en Damme